# Condado de McDowell (Virginia Occidental)
El condado de McDowell (en inglés: McDowell County), fundado en 1858, es uno de los 55 condados del estado estadounidense de Virginia Occidental. En el año 2000 tenía una población de 27 329 habitantes con una densidad poblacional de 20 personas por km². La sede del condado es Welch.

## Geografía
Según la Oficina del Censo, el condado tiene un área total de 1386 km² (535,1 mi²), de la cual 1386 km² (535,1 mi²) es tierra y 0 km² (0 mi²) (0,03%) es agua.

### Condados adyacentes
- Condado de Wyoming - norte
- Condado de Mercer - este
- Condado de Tazewell - sur
- Condado de Buchanan - oeste
- Condado de Mingo - noroeste

### Carreteras
- U.S. Highway 52
- Ruta de Virginia Occidental 16
- Ruta de Virginia Occidental 80
- Ruta de Virginia Occidental 83

## Demografía
En el 2000 la renta per cápita promedia del condado era de $16 931, y el ingreso promedio para una familia era de $20 496. En 2000 los hombres tenían un ingreso per cápita de $25 994 versus $18 685 para las mujeres. El ingreso per cápita para el condado era de $10 174. Alrededor del 37,70% de la población estaba bajo el umbral de pobreza nacional.

## Ciudades y pueblos

### Comunidades incorporadas
| - Anawalt - Bradshaw - Davy - Gary - Iaeger | - Keystone - Kimball - Northfork - War - Welch |

### Comunidades no incorporadas
| - Algoma - Apple Grove - Asco - Ashland - Atwell - Avondale - Bartley - Beartown - Berwind - Big Four - Big Sandy - Bishop - Black Wolf - Bottom Creek - Canebrake - Capels - Caretta | - Carlos - Carswell - Coalwood - Crumpler - Cucumber - Eckman - Elbert - Elkhorn - English - Ennis - Erin - Faraday - Filbert - Gilliam - Havaco - Hemphill - Hensley | - Hull - Isaban (parte) - Jacobs Fork - Jed - Jenkinjones - Johnnycake - Jolo - Kyle - Landgraff - Leckie - Lex - Lila - Litwar - Maitland - Maybeury - McDowell - Mohawk | - Mohegan - Munson - Newhall - Pageton - Panther - Paynesville - Powhatan - Premier - Raysal - Ream - Rift - Rockridge - Roderfield - Rolfe - Sandy Huff - Six | - Skygusty - Squire - Superior - Switchback - Thorpe - Twin Branch - Union City - Upland - Vallscreek - Venus - Vivian - Warriormine - Wilcoe - Worth - Yerba - Yukon |